# يو إف سي 217
يو إف سي 217: بيسبنغ ضد سانت بيير (بالإنجليزية: UFC 217: Bisping vs. St-Pierre)‏ هو حدث لفنون القتال المختلطة نظمته يو إف سي، أُقيم في 4 نوفمبر 2017، على ماديسون سكوير جاردن في نيويورك، ولاية نيويورك، الولايات المتحدة.

## النتائج
1. ↑  على لقب بطولة يو إف سي للوزن المتوسط.
2. ↑  على لقب بطولة يو إف سي لوزن الديك.
3. ↑  على لقب بطولة يو إف سي لوزن القشة للسيدات.
4. ↑  تم استبعاد هاريس بسبب ضربه جودبير بركلة في الرأس بعد أن طلب الحكم وقتًا مستقطعًا بسبب ضربة في الفخذ.[4]
5. ↑  أوقف الحكم النزال بعد أن وجه بلايدز ركلة غير قانونية إلى خصمه الذي سقط أرضًا، واستدعى طبيبًا لفحص أولينيك. وتوقف النزال بناءً على نصيحة الطبيب. ومع ذلك، أظهرت الإعادة أن الضربة لم تسبب ضررًا كبيرًا (حيث لم تخدش سوى الأذن)، وتم الحكم على النزال بفوز بلايدز بالضربة الفنية القاضية.[5]

## الجوائز الإضافية
تم منح المقاتلين التاليين مكافآت:
- قتال الليلة: لم تُمنح
- أداء الليلة (50،000 دولار): جورج سانت بيير، تي جاي ديلاشاو وروز ناماجوناس
- أداء الليلة (25،000 دولار): أوفينس سينت برويس وريكاردو راموس

## أرقام قياسية
مثل يو إف سي 33 ويو إف سي 205 ويو إف سي 214، تضمنت البطاقة ثلاث نزالات على اللقب. ومع ذلك، كانت هذه هي المرة الأولى في تاريخ يو إف سي التي يخسر فيها الأبطال الثلاثة أحزمتهم في نفس البطاقة.